# Катеринославський центр Добровольчої армії
Катеринославський центр Добровольчої армії (Кат.ц. Добрармії) — військова інституція в Добровольчій армії, з 26 грудня (старий стиль) 1918 Збройних сил Півдня Росії під час Громадянської війни в Росії в Катеринославській губернії.

## Історія
1918 рік
16 жовтня (старий стиль) Катеринославський центр Добровольчої армії утворений для роботи з формування частин армії в губернському місті Катеринославі та Катеринославській губернії.
До середини листопада (ст. ст.) центром була створена Добровольча офіцерська дружина.
У губернському місті Катеринославі стояв 8-й корпус Збройних сил Української держави, командир корпусу генерал І. Васильченко (генерал-майор в Імператорській російській армії), та добровольча офіцерська дружина Добровольчої армії.
14 листопада гетьман Павло Скоропадським проголосив Акт федерації з майбутньою (небільшовицькою) російською державою.
16 листопада у губернії розпочалося очолене Директорією УНР повстання проти гетьмана П. Скоропадського силами селянського повстанського руху та повсталими військами Української держави під командуванням Симона Петлюри.
Під час внутрішньополітичної боротьби в Україні український 8-й корпус, більшість офіцерів якого були проросійськи налаштовані, прийняв орієнтацію російських добровольців за «Єдину і неподільну Росію».
23 листопада (ст.ст.) 8-й корпус чинив опір військам Директорії УНР, відобразивши їх наступ на місто Катеринослав. Після цієї події було скликано мітинг, на якому було вирішено йти на поєднання з російською Добровольчою армією. Визначну роль у прийнятті такого рішення відіграв командир 7-го кінного Новоросійського полку полковник Гусєв.
І вже вночі 27 листопада (ст.ст.) загін із частин 8-го корпусу (що зберігали свої корпусні найменування) під командуванням командира корпусу генерала І. Васильченка виступив на південь. У його складі були 43-й та 44-й піхотні полки та Добровольча офіцерська дружина 250 осіб (всього до 500—650 осіб піхоти на чолі з генерал-лейтенантом М. Баташевим (в Імператорській російській армії) та генерал-майором А. Діденком (в Імператорській російській армії) та полковником Долженком, 7-й Новоросійський кінний полк (150—170 шаб.; полк. Гусєв), артилерія (4 зброї; генерал-майори Володимир Дмитрович Жуков і Бенескул, полковники Лебедєв, Рагоза і Немира), Бронедивізіон (5 або 4 бронемашини та 4 вантажівки; 60 осіб), радіостанція (полковник Краснописцев), інженерний взвод, лазарет (2-3 лікарі, 3- 4 сестри милосердя), більшість чинів Катеринославського центру Добровольчої армії.
Загальна чисельність загону становила близько 1050 осіб, більшість у ньому були офіцери.
Загін не зміг переправитися через річку Дніпро через тиск військ УНР. Тому було обрано маршрут на Крим через Перекоп.
По дорозі «Катеринославський загін» постійно вів бої.
Загін пройшов село Малишівки (німецька колонія Нейєнбург до 1886 року), між волосним центром Мар'їнської та волосним центром містечком Ново-Воронцівкою Херсонського повіту Херсонської губернії, Дутчине, біля міста Берислав.
22 грудня (ст.ст.) «Катеринославський загін» досяг міста Перекопа. У Криму в Таврійській губернії завершився Катеринославський похід (Зимовий похід).
Похід загону тривав 34 дні, протягом яких було пройдено близько 500 верст з Катеринослава на півострів Крим в основну частину Таврійської губернії на поєднання з російською Добровольчою армією. Загін пройшов тилами українських військ Директорії УНР, радянських військ, партизанських загонів анархістського отамана Нестора Махна (уродженця Катеринославської губернії) та інших місцевих загонів, вів безперервні бої з навколишнім противником, зазнавав втрат.
1919 рік
6 квітня (ст. ст.) Катеринославський центр було розформовано.

## Наступна історія
6 червня 1920 року для учасників походу було засновано особливу відзнаку: срібний хрест, за розміром і за формою подібний до Георгіївського, чорної емалі з білою емалевою облямівкою по краях сторін хреста. Хрест накладено на срібний терновий вінець. У середині хреста щит із гербом р. Катеринослава — на блакитному полі золотий вензель Катерини II, оточений дев'ятьма золотими зірками. Понад щит золота імператорська корона. На зворотному боці хреста — номер. Хрест носився на російській біло-синьо-червоній стрічці, на лівому боці грудей.

## Командування
- Начальник центру полковник Леонід Степанович Островський (16 жовтня (ст.ст.) 1918 — 6 квітня (ст.ст.) 1919).[1]
- Островський Леонід Степанович. Командир 2 батареї 31 арт. бригади (з 12.11.1912). Учасник світової війни Полковник Імператорської Російської армії (старшинство 06.05.1915). Командир 2-го дивізіону 31 арт. бригади (з 10.02.1916). Генерал-майор Російської армії революційної Росії (наказ 08.08.1917). В армії Української держави (на вересень 1918 р.), потім у російській Добровольчій армії.[7]
- Начальник штабу центру полковник Лукшин (16 жовтня (ст.ст.) 1918 — 6 квітня (ст.ст.) 1919).[1]